# Liceo classico Dante Alighieri di Ravenna
Il liceo statale "Dante Alighieri" è il liceo classico di Ravenna. Attivo a Ravenna come Liceo-ginnasio già nella seconda metà del 1800, oggi il Liceo ha sede in piazza Anita Garibaldi, 2 in un edificio realizzato nel 1939. La succursale del liceo classico è collocata presso l'ex sede dell'Istituto Professionale Statale Olivetti, in via Nino Bixio 25.

## Storia
La storia del liceo classico Dante Alighieri si apre con una disputa sull’ubicazione dell’edificio risolta da Benito Mussolini che, durante una visita a Marina di Ravenna nel 1932, decise di collocare la sede per il nuovo liceo classico nella zona dantesca della città di Ravenna (“zona del silenzio”).. Il primo progetto fu ideato da Gustavo Giovannoni, ma sebbene fosse inizialmente approvato, la collocazione del nuovo edificio sembrava sconvolgere eccessivamente l’assetto attorno alla tomba di Dante. Inizialmente doveva essere costruito un unico "Palazzo degli Studi", che avrebbe ospitato, i due licei, classico e scientifico (oggi liceo scientifico Alfredo Oriani). Grazie all'attività del preside Pietro Santacroce (1926-40), la commissione offrì inizialmente una sede temporanea al piano superiore del palazzo Cavalli in piazza Marsala, mentre le aule di scienze, fisica e chimica restavano nei locali dell'ex monastero di Classe. La sede prevista fu quindi spostata lungo il viale della stazione in piazza Anita Garibaldi. Il progetto della nuova sede venne presentato dall'ufficio tecnico comunale su disegno dell'architetto Tobia Gordini e i lavori furono iniziati il 13 novembre 1937 ad opera della Cooperativa Muratori Cementisti, e furono completati due anni dopo (invece che in un solo anno come previsto), nel 1939.
I bombardamenti durante la seconda guerra mondiale distrussero gran parte dell’edificio, che fu ripristinato solo nel 1947. Nel 1961 si aggiunse l’ala est e alla fine degli anni 1970 la palestra.

## Struttura
Il progetto della nuova sede del liceo-ginnasio venne presentato dall'ufficio tecnico comunale su disegno dell'architetto Tobia Gordini nel 1937 e l'anno seguente iniziarono i lavori di realizzazione.
L'edificio è situato sul lato sud della piazza Anita Garibaldi, vicino alla stazione ferroviaria di Ravenna. Ha tre piani, compreso il pianterreno, con la pianta a forma di una M, per rievocare le iniziali dell'allora Capo del Governo Benito Mussolini.
Il progetto dell'architetto Tobia Gordini segue lo stile neoclassicheggiante semplificato del Monumentalismo, rifacendosi allo stile del razionalismo italiano. La costruzione è in mattoni con un basamento in travertino, con lastre e conci lavorati a grana fina, levigati o martellinati.